# Ніссва (Міннесота)
Ніссва (англ. Nisswa) — місто (англ. city) в США, в окрузі Кроу-Вінг штату Міннесота. Населення — 1967 осіб (2020).

## Географія
Ніссва розташована за координатами 46°30′3″ пн. ш. 94°17′52″ зх. д. / 46.50083° пн. ш. 94.29778° зх. д. (46.500910, -94.297860).  За даними Бюро перепису населення США в 2010 році місто мало площу 47,51 км², з яких 27,92 км² — суходіл та 19,59 км² — водойми.

## Демографія
Згідно з переписом 2010 року, у місті мешкала 1971 особа в 876 домогосподарствах у складі 607 родин. Густота населення становила 41 особа/км².  Було 1474 помешкання (31/км²).
Расовий склад населення:
| - 97,7 % — білих - 0,7 % — корінних американців - 0,6 % — азіатів - 0,4 % — чорних або афроамериканців |

До двох чи більше рас належало 0,6 %. Частка іспаномовних становила 0,5 % від усіх жителів.
За віковим діапазоном населення розподілялося таким чином: 18,2 % — особи молодші 18 років, 57,4 % — особи у віці 18—64 років, 24,4 % — особи у віці 65 років та старші. Медіана віку мешканця становила 50,6 року. На 100 осіб жіночої статі у місті припадало 98,5 чоловіків;  на 100 жінок у віці від 18 років та старших — 100,6 чоловіків також старших 18 років.
Середній дохід на одне домашнє господарство  становив 87 148 доларів США (медіана — 64 435), а середній дохід на одну сім'ю — 90 265 доларів (медіана — 72 500). Медіана доходів становила 52 361 долар для чоловіків та 41 136 доларів для жінок. За межею бідності перебувало 2,3 % осіб, у тому числі 0,0 % дітей у віці до 18 років та 4,6 % осіб у віці 65 років та старших.
Цивільне працевлаштоване населення становило 1013 особи. Основні галузі зайнятості: освіта, охорона здоров'я та соціальна допомога — 18,5 %, будівництво — 14,9 %, науковці, спеціалісти, менеджери — 13,6 %.